# Molnár Aranka (színművész, 1902–1982)
Miklósy Aladárné Molnár Aranka, M. Molnár Aranka (Eger, 1902. december 11. – Kassa, 1982. augusztus 28.) magyar színésznő, Miklósy Aladár második felesége, Miklósy György édesanyja.

## Életút
Mayer Gyula Károly római katolikus vallású, hevesi születésű kárpitossegéd és a kölni születésű, izraelita vallású Steiner (Gimesi) Flóra lányaként született Egerben, a Csiky Sándor utca 16. szám alatt. 
1917-ben lépett először színpadra Balla Kálmán soproni társulatának tagjaként mint karkötelezettséges színésznő, azonban a szezon harmadik hónapjában már naivaszerepekben is láthatta a közönség. Játszott Kecskeméten Mariházy Miklósnál, Sopronban (1920-tól) és Pécsett (1923-24) Asszonyi László és Kürthy György igazgatók szerződtetése nyomán. Itt nagy sikert aratott a Tökmag címszerepében, amelyet 22-szer játszott el egy idény alatt. Feltűnt még a Három gráciában és a Süt a napban is. 1922-ben az Országos Színészegyesület tagja lett.
Később Miklósy Aladár társulatában is megfordult (1925–26), aki később az első férje lett. 1924. augusztus 31-én kötöttek házasságot Kispesten. Tagja volt a Városi Színháznak (1926-27), ahol a Balatoni legenda című daljátékban szubrettprimadonnaként, a Cseregyerekben primadonnaként szerepelt. Az újpesti színháznak (1927-29) illetve az Óbudai Kisfaludy Színháznak (1929-30) is tagja volt. Ezután Iván Sándor társulatában játszott (1930–31). Második házasságát Bauernebl Andor kassai sörgyárossal kötötte 1931-ben Budapesten. Ez követően Kassán élt és a színjátszást is abbahagyta.

## Fontosabb szerepei
- Márta (Csiky Gergely: A nagymama)
- Júlia (Shakespeare: Rómeó és Júlia)
- Marika (Zágon I.)
- Jutka (Jarno: Az erdészlány)
- Katica (Meyer–Förster: Diákélet)
- Tökmag (Niccodemi)